# Codrii Vlăsiei
Codrii Vlăsiei a fost denumirea pădurilor care acopereau odinioară o vastă regiune din sudul României, inclusiv teritoriul orașului București și al județului Ilfov. Codrii se întindeau din sudul orașului Slănic (din dreptul localității Coțofenești) din județul Prahova, la nord și până la apa Neajlovului din dreptul localității Călugăreni, din județul Giurgiu, la sud.
Pădurile dese erau folosite de români ca loc de refugiu în timpul marilor migrații, deoarece ofereau un adăpost bun împotriva călăreților înarmați care, pentru a ataca, ar fi trebuit să descalece. În vechea limbă slavă o Vlăsie denumea un refugiu pentru vlahi (români, în limbile popoarelor vecine; mai existau denumiri precum Vlăhița sau Vlașca). 
Pădurea are o istorie bogată, în Evul Mediu fiind date multe lupte în zona codrilor. Astfel, în 1456, Vlad Țepeș și-a învins potrivnicul Vladislav Dan la Târgșor, pe un câmp de luptă de la marginea Codrilor Vlăsiei. Tot aici, Vlad Țepeș a înfrânt armata otomană care venise să-l detroneze și tot în această pădure boieri complotiști l-au asasinat pe domn. Codrul a fost adăpost al multor proscriși sau răsculați, de la tâlharii și hoții de drumul mare până la haiduci care, prin faptele lor, au intrat în folclorul românesc. Expresia "Codrul e frate cu românul" își are cel mai probabil originea în perioada în care pădurile erau refugiul din fața năvălirilor străine, a abuzurilor boierilor, sau deveniseră ascunzătoarea haiducilor. 
Prin Codrii Vlăsiei a fost construit un drum care lega centrul Bucureștiului de Palatul Mogoșoaia al lui Constantin Brâncoveanu. Acest drum avea să fie numit Podul Mogoșoaiei, datorită faptului că a fost pavat cu grinzi din lemn de stejar. Podul Mogoșoaiei avea să devină „Calea Victoriei” din zilele noastre, fiind rebotezat după victoria din Războiul de Independență al României din 1877-1878.
Cea mai mare parte a zonelor împădurite a rămas neatinsă până în secolul al XIX-lea, când, odată cu dezvoltarea comerțului cu cereale și cherestea, s-a început defrișarea pădurilor pentru a face loc terenurilor cultivabile. Suprafața pădurilor respective este în prezent doar de cca. 35 mii de ha.
De jur-împrejurul Bucureștiului au mai rămas resturi ale Codrilor Vlăsiei, (în special în zona de nord), la marginea pădurilor fiind și obiective de interes turistic: Pădurea Pustnicu – Mânăstirile Pustnicu și Pasărea, Pădurea Snagov – Mănăstirea Snagov, Pădurea Comana – Mănăstirea Comana, Pădurea Râioasa, Pădurea Băneasa, etc, iar mai la nord în jurul orașului Ploiești mai întâlnim fragmente ale acestor codri: Pădurea Mislea, Pădurea Plopeni, Pădurea Păulești, Pădurea-Parc Bucov și Pădurea Românești.
Funcțiile arboretelor din Câmpia Vlăsiei sunt:
- Protecție a apelor
- Protecție a solului
- Protecție contra factorilor climatici dăunători
- Interes recreativ
- Interes științific și ocrotire a genofondului și ecofondului forestier

Pădurile proprietate privată – rezultate în urma retrocedărilor – sunt supuse unui proces intensiv de degradare, atât din cauza modificării neinspirate a sistemului de amenajare, cât – mai ales – a tăierilor abuzive și a lipsei de preocupări pentru executarea lucrărilor de regenerare și de conducere a arboretelor.